# Dirección escénica

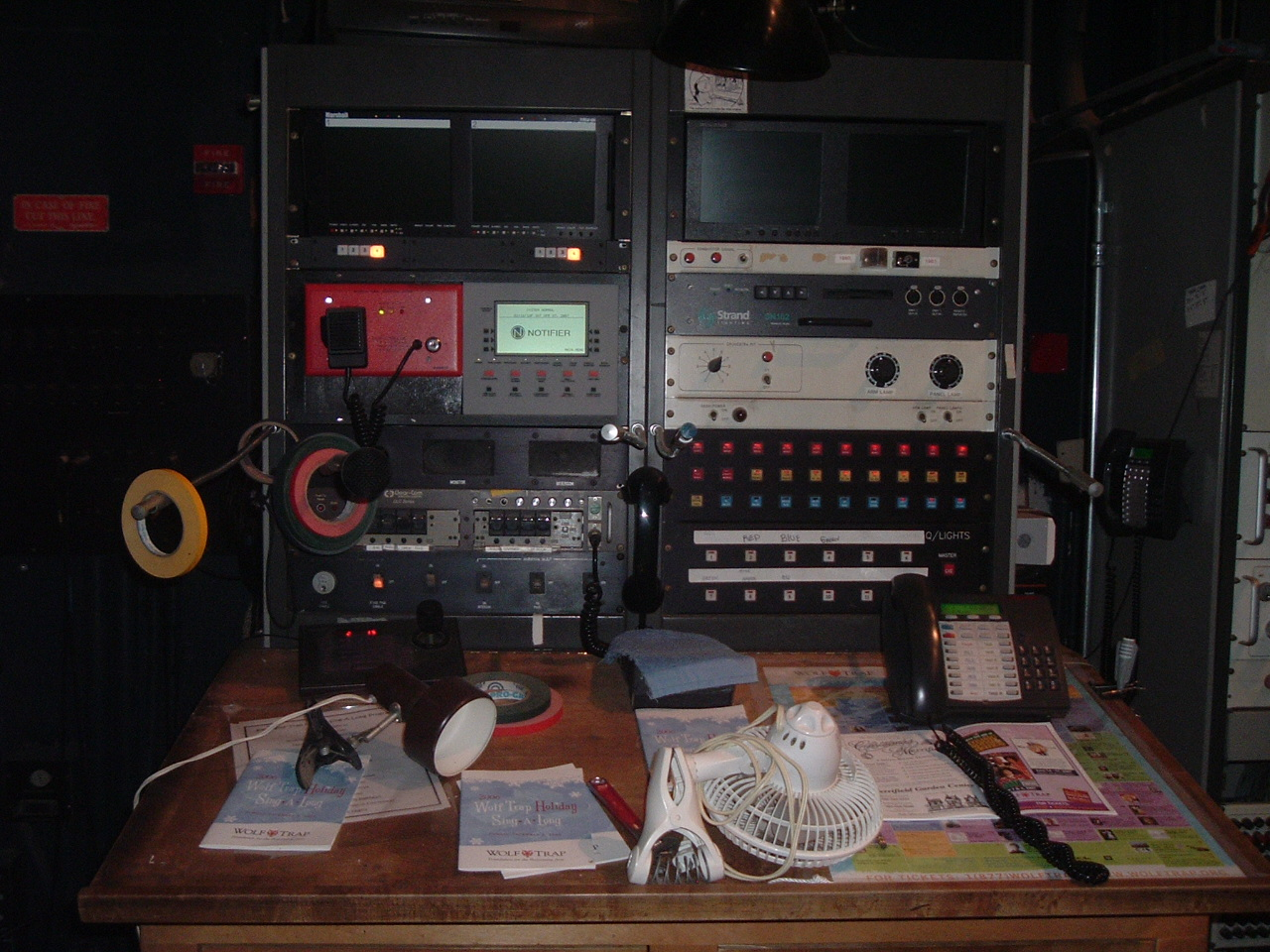
Parte del panel de un director de escena, o "esquina rápida"

La dirección escénica (o stage management, como se le conoce mayormente en el idioma inglés) generalmente se define como la práctica de organización y coordinación de un evento o producción teatral. La dirección escénica puede abarcar una variedad de actividades, incluida la supervisión del proceso de ensayo y coordinar las comunicaciones entre varios equipos de producción y personal. La gestión de etapas requiere una comprensión general de todos los aspectos de la producción y proporciona una organización completa para garantizar que el proceso se desarrolle sin problemas y de manera eficiente.
Un director de escena es una persona que tiene la responsabilidad general de la dirección de escena y la ejecución fluida de una producción teatral. La dirección de escena puede estar a cargo de una persona en producciones pequeñas, mientras que las producciones más grandes suelen emplear un equipo de dirección de escena formado por un director de escena principal o un director de escena de producción y uno o más directores de escena asistentes .

## Historia
El título de director de escena no se usó hasta el siglo XVIII, aunque el concepto y la necesidad de que alguien ocupara el área de dirección de escena se puede ver en los antiguos griegos. Los dramaturgos solían ser los responsables de los elementos de producción. Sófocles es el primer técnico escénico conocido, apoyado por su empleo como artista escénico, dramaturgo, músico y productor.
En la Edad Media, hay constancia de un conducteur de secrets, que supervisaba la recogida de dinero en la puerta y servía de apuntador en el escenario. El apuntador sostuvo el guion y estaba preparado para alimentar a los actores con sus líneas; esta era una práctica común de la época.
Entre el Renacimiento y el siglo XVII, los actores y dramaturgos manejaron aspectos de dirección escénica y equipo de escena. En el teatro isabelino y jacobeo había dos roles que cubrían la dirección escénica: el guardián de escena y el contador. El encargado del escenario era responsable del mantenimiento del teatro, de subir y bajar los accesorios del escenario y de la seguridad del espacio de actuación. El tenedor de libros era responsable del guion escénico, obteniendo las licencias necesarias, copiando/proporcionando líneas para los artistas, marcando las entradas y salidas, rastreando los accesorios, marcando cuándo entran los efectos de sonido y señalando los accesorios y los efectos de sonido.

Entre el Renacimiento y el siglo XVI, los actores y dramaturgos asumieron el manejo de las finanzas, los deberes generales de dirección y la dirección escénica. La dirección escénica surgió por primera vez como un papel distinto en el siglo XVII durante la época de Shakespeare y Molière. Durante la época de Shakespeare, los roles de dirección escénica se dejaban a los aprendices, muchachos jóvenes que aprendían el oficio. Todavía hay evidencia de un apuntador en este momento.

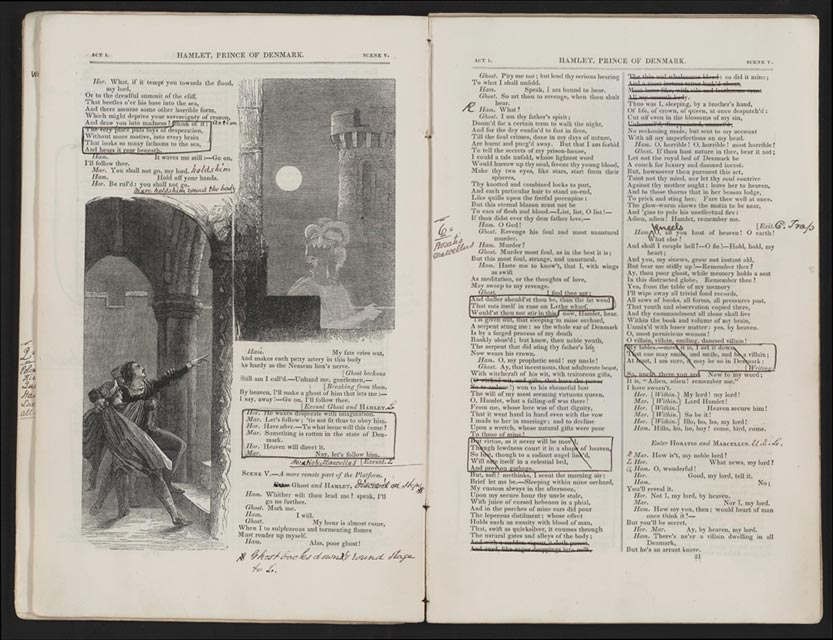
Página del libro de indicaciones de la actriz estadounidense Charlotte Cushman para Hamlet de Shakespeare en el Washington Theatre en 1861

No fue hasta el siglo XVIII en Inglaterra que se utilizó el término director de escena . Esta fue la primera vez que se contrató a una persona que no fueran actores y dramaturgos para dirigir o administrar el escenario. Con el tiempo, con el aumento de la complejidad del teatro debido a avances como la escenografía mecanizada, los cambios rápidos de vestuario y la iluminación controlada, el trabajo del director de escena se dividió en dos puestos: director y director de escena .

Muchos dramaturgos, directores y actores han trabajado anteriormente como asistentes de dirección de escena. El escritor y director Preston Sturges, por ejemplo, fue empleado como ASM en la producción de Edipo rey de Isadora Duncan a la edad de 16 años y medio:
Cuando uno es responsable de dar una señal fuera del escenario, incluso las más simples, como el timbre de un teléfono o el canto de un pájaro, exigen una sangre fría considerable, y el trabajo es estresante. Uno es muy consciente de que todo depende de la entrega de la señal exactamente en el microsegundo correcto. Uno se para allí, con las rodillas ligeramente flexionadas, respirando con dificultad. . . 
Sturges no duró mucho en este trabajo, debido a que pedía truenos y luego relámpagos en lugar de relámpagos y luego truenos, pero 16 años más tarde Brock Pemberton lo contrató como ASM en la producción de Antoinette Perry de Goin' Home, que dirigió al primer montaje de una de las obras de Sturges en Broadway, The Guinea Pig, en 1929.

## Habilidades de un director de escena
La página web educativa MasterClass, expresa en su resumen Stage Manager Definition: 7 Stage Management Skills, que un director de escena debe manejar al menos siete características puntuales que ellos enumeran así: Habilidades de comunicación, experiencia gerencial, capacidad multitarea, destreza organizativa, versatilidad general, conciencia espacial y experiencia teatral.